# Frédéric de Hohenzollern-Hechingen (1790-1847)
Le princeFrédéric de Hohenzollern-Hechingen (en allemand, Friedrich Anton Prinz von Hohenzollern-Hechingen), né le 3 novembre 1790 à Rakovník, et mort le 14 décembre 1847 à Piešťany, fils aîné de Frédéric François Xavier de Hohenzollern-Hechingen et de Marie-Thérèse von Wildenstein, est un membre de la Maison princière de Hohenzollern-Hechingen. À son décès le prince était "Feldmarshallleutnant".

## Mariage et descendance
Le 7 janvier 1839, Frédéric de Hohenzollern-Hechingen épouse au château de Sigmaringen Caroline de Hohenzollern-Sigmaringen, née à Krauchenwies le 6 juin 1810, décédée à Sigmaringen le 21 juin 1885, fille aînée de Charles de Hohenzollern-Sigmaringen (1785-1853) et d'Antoinette Murat (1793-1847). Ce mariage est demeuré sans postérité.